# Пяденица украшенная
Пяденица украшенная (лат. Scopula ornata) — вид пядениц из подсемейства Sterrhinae. Встретить взрослую бабочку можно с мая по июнь и второй раз с июля по сентябрь.

## Описание
Размах крыльев: 21—24 мм. Окрашен в белый цвет со своеобразным рисунком у каймы крыльев и маленькими редкими симметричными на противолежащих крыльях чёрными точками.

## Экология
Гусеницы питаются на растениях: тысячелистник (Achillea), мята (Mentha), душица (Origanum), щавель (Rumex), одуванчик (Taraxacum), тимьян (Thymus) и вероника (Veronica).